# Shunji Kōno

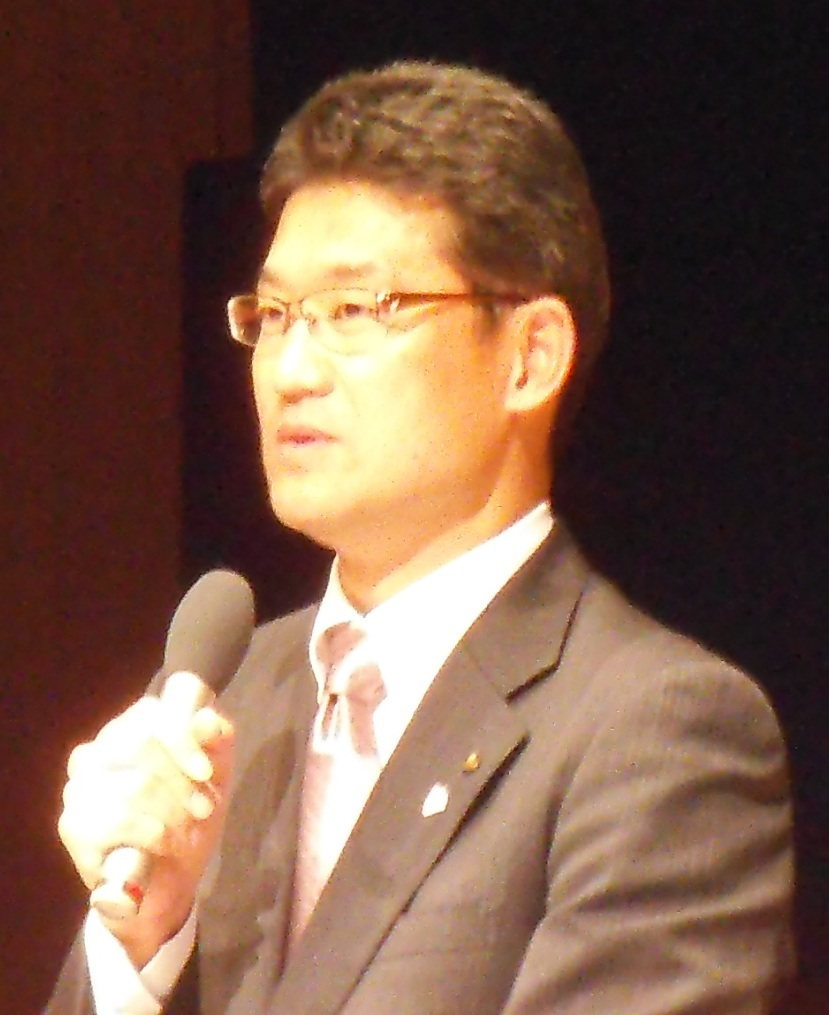
Shunji Kōno

Shunji Kōno (jap. 河野 俊嗣 Kōno Shunji; * 8. September 1964 in Kure, Präfektur Hiroshima) ist ein japanischer Politiker und seit Januar 2011 Gouverneur der Präfektur Miyazaki.
Kōno absolvierte die (zentralstaatliche) Oberschule der Universität Hiroshima, studierte Rechtswissenschaft an der Universität Tokio und wurde anschließend Beamter im Ministerium für Selbstverwaltung. 1990 absolvierte er ein Auslandsstudium an der Harvard Law School. 2005 kam er in die Präfekturverwaltung Miyazaki, wo er die „Abteilung für allgemeine Angelegenheiten“ (sōmu-bu) leitete. 2007 wurde er Vizegouverneur unter Hideo Higashikokubaru. Er trat im Oktober 2010 zurück, um sich um die Nachfolge Higashikokubarus zu bewerben, der nicht für eine zweite Amtszeit kandidierte.
Die Gouverneurswahl am 26. Dezember 2010 entschied Kōno mit Unterstützung von DPJ, LDP, Kōmeitō, Amtsinhaber Higashikokubaru und des Verbands der landwirtschaftlichen Kooperativen Nōkyō und anderer lokaler Wirtschaftsverbände mit rund 78 % der Stimmen bei 41 % Wahlbeteiligung klar gegen die Unabhängigen Shōichi Chūman, Daizen Miyamoto und den KPJ-Kandidaten Tadakatsu Tsushima für sich. Er trat sein Amt am 21. Januar 2011 an.
Bei den Gouverneurswahlen 2014 und 2018 wurde Kōno mit Vierfünftelmehrheiten ungefährdet wiedergewählt. Bei der Wahl 2022 forderte ihn Higashikokubaru heraus, aber Kōno, unterstützt von LDP, KDP, Kōmeitō und SDP, blieb mit 51,5 % der Stimmen gegenüber 46,9 % für Higashikokubaru siegreich.